# 1979 v loďstvech
Tento článek obsahuje významné události v oblasti loďstev v roce 1979.

## Lodě vstoupivší do služby
- 5. února –  Carvajal (FF 51) – fregata třídy Lupo

- 3. března –  USS New York City (SSN-696) – ponorka třídy Los Angeles[1]

- 29. března –  Asakaze (DDG-169) – torpédoborec třídy Tačikaze

- 3. května –  HMS Broadsword (F88) – fregata Typu 22 Broadsword

- 24. května –  HMS Glasgow (D88) – torpédoborec Typu 42 Sheffield

- 25. června –  Villavisencio (FF 52) – fregata třídy Lupo

- 7. července –  Second-Maître Le Bihan (F 788) – fregata třídy D'Estienne d'Orves

- 10. srpna –  Ratcharit (321) – raketový člun třídy Ratcharit

- 22. září –  HMS Spartan (S105) – ponorka třídy Swiftsure

- 24. září –  HMS Cardiff (D108) – torpédoborec Typu 42 Sheffield

- říjen –  Taragiri (F-37) – fregata třídy Nilgiri

- 12. listopadu –  Witthayakom (322) – raketový člun třídy Ratcharit

- 29. listopadu  LÉ Aoife (P22) – oceánská hlídková loď třídy Emer

- 10. prosince –  Georges Leygues (D 640) – torpédoborec třídy Georges Leygues